# Persona monònima

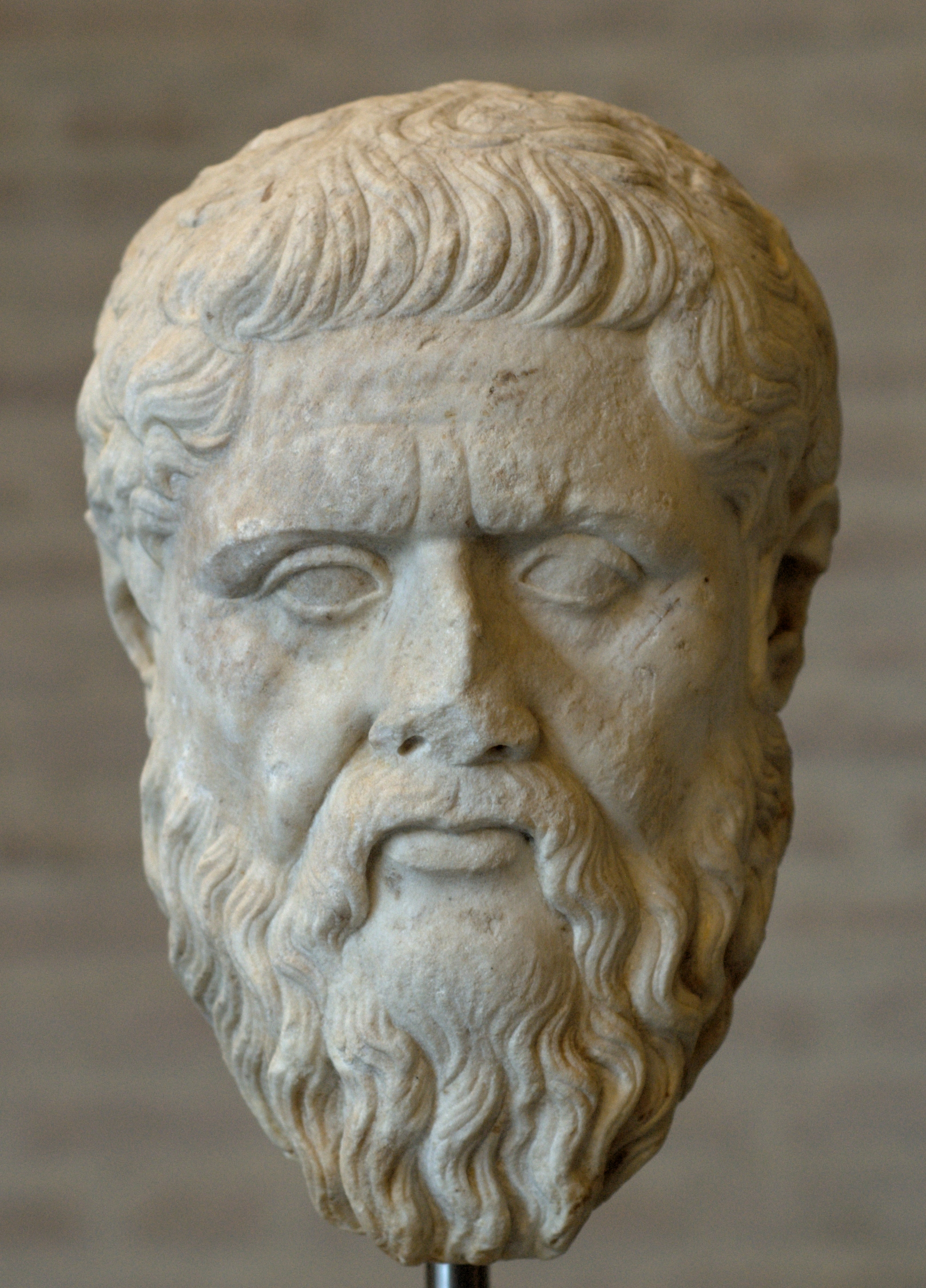
Plató, filòsof grec

Una persona monònima és una persona coneguda i designada amb un sol nom, o monònim. En alguns casos, aquest nom ha estat seleccionat per l'individu, a qui originalment se li ha donat un polinim ("nom múltiple"). En altres casos, s'ha determinat segons el costum del país o per algun segment interessat. En el cas de personatges històrics, pot ser que sigui l'únic dels noms de l'individu que hagi sobreviscut i encara es conegui actualment.
Tot i que el concepte de ser monònim es remunta a l'origen de la civilització, l'ús del terme és relativament nou, i encara no està ben documentat en els diccionaris publicats. Una variant lèxica, mononomial, apareix al Shorter Oxford English Dictionary en anglès i data de 1844.

## Antiguitat

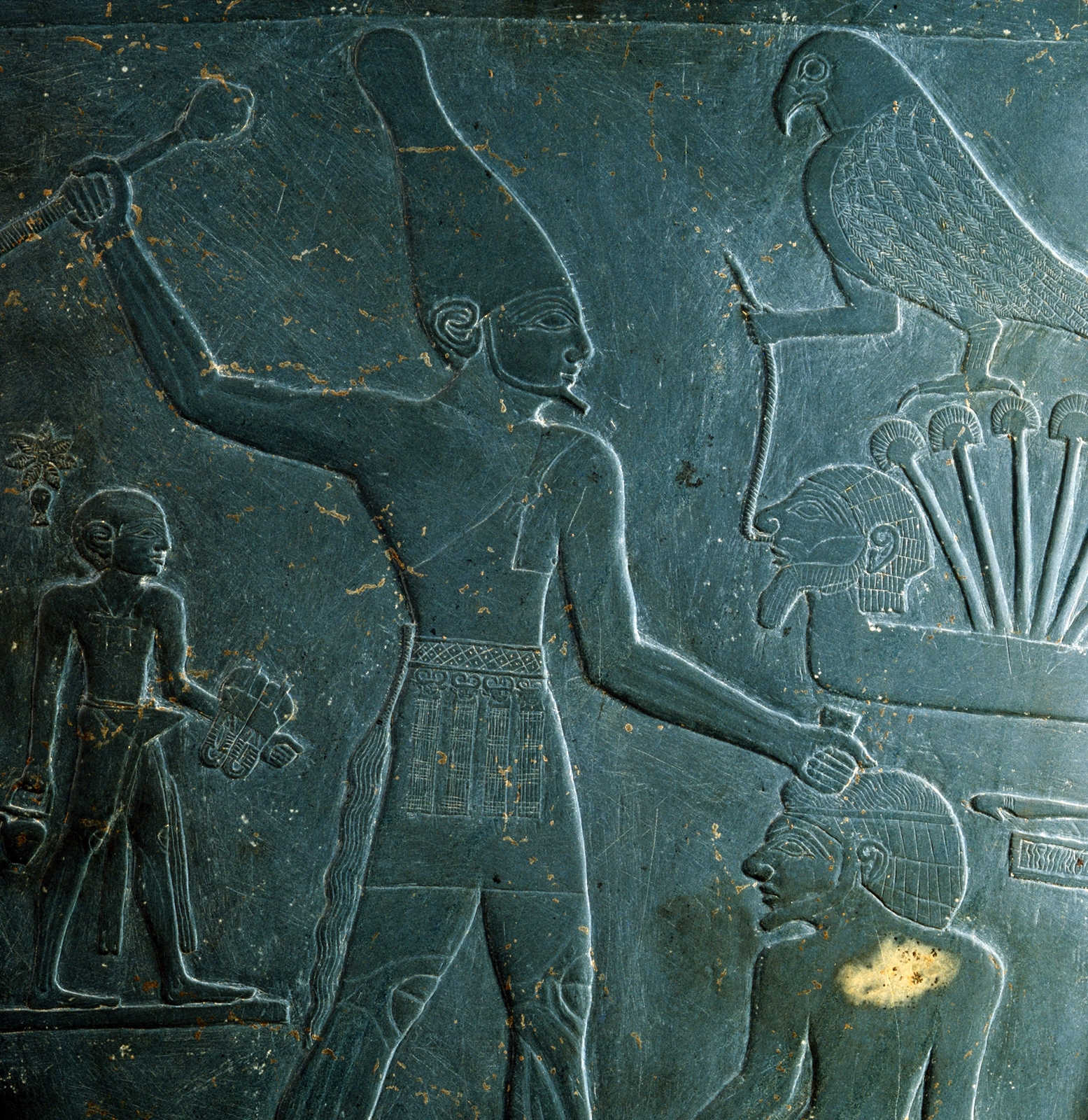
Narmer, antic faraó egipci

L'estructura dels noms de les persones ha variat al llarg del temps i la geografia. En algunes societats, els individus han estat monònims, rebent només un nom. Alulim, primer rei de Sumer, és un dels primers noms coneguts; Narmer, un antic faraó egipci, n'és un altre. A més, els noms bíblics eren típicament monònims, així com els noms de les cultures circumdants de la Mitja Lluna.
Els noms de l'antiga Grècia també seguien el patró, amb epítets (similars als segons noms) només utilitzats posteriorment pels historiadors per evitar confusions, com en el cas de Zenó de Cítion i el Zenó d'Elea; es van utilitzar patronímics o altres detalls biogràfics (com ara la ciutat d'origen o una altra ciutat amb la qual es va associar l'individu, un municipi, una ocupació) per especificar de qui es parlava, però aquests detalls no es consideraven part del nom.
Una sortida d'aquest costum es va produir, per exemple, entre els romans, que durant el període republicà i durant tot el període imperial van utilitzar diversos noms: el nom d'un ciutadà masculí comprenia tres parts (això era majoritàriament típic de la classe alta, mentre que d'altres normalment tindrien només dos noms): praenomen (nom donat), nomen (nom del clan) i cognomen (línia familiar dins del clan) - el nomen i cognomen eren gairebé sempre hereditaris.
Monònims en altres cultures antigues inclouen el de la reina celta Boudica i el rei númida Jugurta. Tanmateix, els registres històrics d'algunes d'aquestes figures són escassos o depenen completament de la documentació de fora de la cultura de la persona, per la qual cosa és possible que aquestes figures hagin tingut altres noms dins de les seves pròpies cultures que s'han perdut des de la història.
- Homer
- Heròdot
- Aristòfanes
- Cleòpatra VII
- August
- Trajà
- Maimònides
- Rumi
- Paracels

## Usos medievals
Durant la primera edat mitjana, la mononimitat va disminuir lentament, mentre que el nord i l'est d'Europa mantenien la tradició més que el sud; un exemple és Edeko, el cacic germànic oriental el fill del qual va governar Itàlia com a Flavius Odoacer. Al final del període, els cognoms s'havien convertit en habituals: Edmund Ironside, per exemple, governava Anglaterra (tot i que Ironside era un epítet afegit posteriorment a la vida), Brian Boru era Alt Rei d'Irlanda, Kenneth MacAlpin havia unit Escòcia i fins i tot a Escandinàvia l'ús dels cognoms s'anava imposant.
L'erudit i teòleg del renaixement neerlandès Erasme és un exemple tardà de mononimitat; tot i que de vegades es coneixia com a "Desiderius Erasmus" o "Erasme de Rotterdam", només fou batejat com "Erasme", a partir del màrtir Erasme d'Antioquia.

## Usos postmedievals
Des de l'època medieval, els monònims a Occident gairebé s'han utilitzat per identificar persones que ja tenien cognoms. Aquests sobrenoms van ser adoptats per les mateixes persones o conferits per contemporanis.

### França
Alguns autors francesos han mostrat una preferència pels monònims. Al segle xvii, el dramaturg i actor Jean-Baptiste Poquelin (1622–73) va prendre el nom artístic monònim de Molière.
Al segle xviii, François-Marie Arouet va adoptar el monònim Voltaire, tant per a ús literari com personal, el 1718 després del seu empresonament a la Bastilla de París, per marcar un trencament amb el seu passat. El nou nom combinava diverses funcions. Es tractava d'un anagrama per a una versió llatinitzada del cognom familiar, "Arouet, l [e] j [eune]"; va revertir les síl·labes del nom d'un castell de la família, Airvault; i té implicacions de velocitat i atreviment a través de la similitud amb expressions franceses com "voltige", "volte-face" i "volatile". "Arouet" no hauria servit per al propòsit, tenint en compte les associacions d'aquest nom amb "roué" i amb una expressió que significava "destrossar".
L'autor francès del segle xix, Marie-Henri Beyle va utilitzar molts psudònims, el més famós el monònim Stendhal, adaptat del nom de la petita ciutat prussiana de Stendal, lloc de naixement de l'historiador de l'art alemany Johann Joachim Winckelmann, a qui Stendhal admirava.
Nadar (Gaspard-Félix Tournachon, 1820–1910) fou un antic fotògraf francès.

### Altres llocs d'Europa
Als segles xvii i XVIII, la majoria de cantants italians de castrato van utilitzar monònims com a noms escènics (com Caffarelli, Farinelli). L'escriptor, enginyer i filòsof alemany, Georg Friedrich Philipp Freiherr von Hardenberg (1772-1801), es va fer famós com a Novalis.
L'escriptor holandès del segle xix Eduard Douwes Dekker (1820–87), més conegut pel seu nom monònim de ploma Multatuli (del llatí multa tuli, "He patit [o suportat moltes coses"), es va fer famós per la novel·la satírica, Max Havelaar (1860), en què denunciava els abusos del colonialisme a les Índies Orientals Neerlandeses (actual Indonèsia). El 2002, la Societat per a la Literatura Holandesa va proclamar Multatuli com a l'escriptor holandès més important de tots els temps.
L'escriptor holandès Jan Hendrik Frederik Grönloh (1882–1961) va escriure sota el pseudònim de Nescio (llatí per a "No ho sé").
Diversos artistes visuals, com Michelangelo, Rafael, Ticià, Tintoretto, Caravaggio i Rembrandt, són coneguts habitualment per monònims. Un cas diferent és el de Leonardo da Vinci, que va néixer només amb el nom.
El pintor italià Bernardo Bellotto, que ara es considera un pintor important i original per dret propi, va comerciar amb el pseudònim monònim del seu oncle i mestre, Antonio Canal (Canaletto), en aquells països —Polònia i Alemanya— on el seu famós oncle no era actiu, anomenant-se també "Canaletto". Fins avui, Bellotto segueix sent conegut com a "Canaletto" en aquests països.
- Michelangelo
- Tintoretto
- Rembrandt
- Molière
- Novalis
- Voltaire
- Kamehameha
- Stendhal
- Shaka

### Amèrica

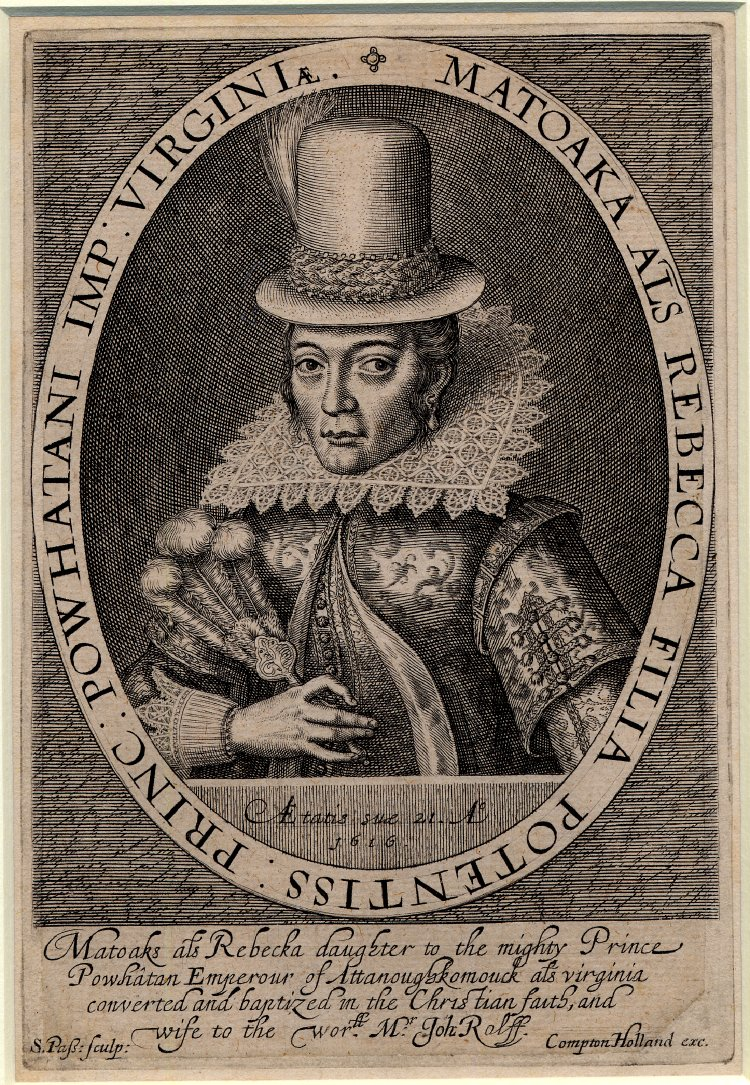
Pocahontas, princesa nativa americana.

Entre l'arribada de Colom al Nou Món i finals del segle xix, els pobles indígenes importants a les Amèriques eren monònims. En són exemples Moctezuma (Mèxic, 1398-1469), Anacaona (Haití, 1464-1504), Agüeybaná (Puerto Rico, 1510), Diriangen (Nicaragua, fl. 1520), Urracá (Panamà, va morir el 1531), Guamà (Cuba, va morir el 1532), Atahualpa (Perú, 1497-1533), Lempira (Hondures, va morir el 1537), Lautaro (Xile, 1534-1557), Tamanaco (Veneçuela, va morir el 1573), Pocahontas (Estats Units, 1595-1617), Auoindaon (Canadà, fl. 1623), Cangapol (Argentina, fl. 1735) i Tecumseh (Estats Units, 1768-1813).
El diplomàtic holandès-seneca Cornplanter va rebre exclusivament un monònim en llengua seneca (Kaintwakon, aproximadament "plantador de blat de moro") de la seva mare i un nom i cognoms determinats (John Abeel) del seu pare, i els va utilitzar al llarg de la seva vida. Els seus posteriors descendents, com Jesse Cornplanter, van utilitzar "Cornplanter" com a nom familiar en lloc de "Abeel".
Al segle xix, la majoria dels caps implicats en les guerres Apache tenien noms de naixement monònims, i alguns van substituir els que eren sobrenoms: Gerónimo (nascut a Goyaałé), Victorio (Beduiat nascut), Cochise, etc.

## Temps moderns

### Monònim-normal
La pràctica occidental de combinar un nom determinat (nom cristià o cognom) amb un nom de família (cognom) no és universal.
Els cognoms van ser introduïts a Turquia només després de la Primera Guerra Mundial, pel primer president d'aquest país, Mustafa Kemal Atatürk, com a part dels seus programes de modernització i occidentalització. El seu propi cognom, Atatürk, que va ser atorgat pel parlament turc, significa "Pare Turk". Es pot adreçar semi-formalment a les persones comunes amb el seu nom més el títol Bey o Hanım (sense cognom), mentre que els polítics solen ser coneguts només amb el cognom (Ecevit, Demirel). Molts esportistes turcs, especialment futbolistes, porten samarretes amb només el seu primer nom.
Els monònims també són habituals a Indonèsia per a individus javanesos, tant personatges destacats del govern com els expresidents Sukarno i Suharto i plebeus com Triyatno, el monònim és el nom legal complet. El cognom no és tradicional per molts grups ètnics i el govern no els obliga a utilitzar-los. Altres monònims, com Rossa, Chrisye i Tohpati, són noms escènics extrets d'un sobrenom o formen part del nom complet.
La majoria dels islandesos no tenen cognoms, només patronímics (de vegades matronímics) i s'adrecen entre ells amb el seu nom en situacions formals i informals.

### Reialesa

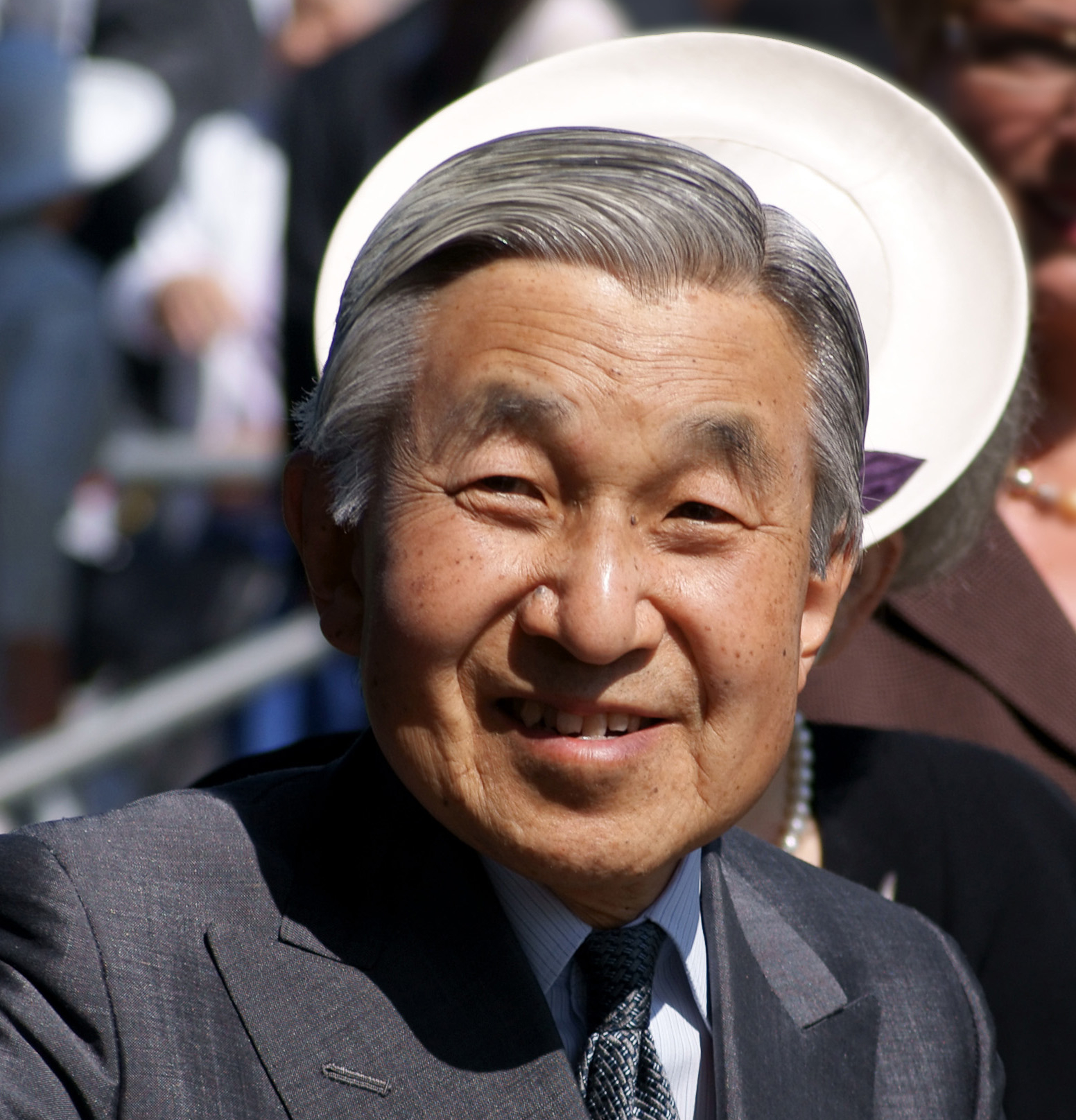
Akihito, emperador del Japó fins al 2019

Els monarques i altres drets, per exemple Napoleó, tradicionalment s'han aprofitat del privilegi d'utilitzar un monònim, modificat quan cal per un ordinal o epítet (per exemple, la reina Isabel II o Carles el Gran). Aquest ordinal evita que siguin monònims de forma plena. No sempre és així: el rei Carl XVI Gustaf de Suècia té dos noms, com els té el rei emèrit espanyol Joan Carles I. Si bé molts reials europeus han formalment recolzat cadenes llargues de noms, a la pràctica han tendit a utilitzar només un o dos i no a fer servir cognoms.
Al Japó, l'emperador i la seva família no tenen cap cognom, només un nom determinat, com Hirohito, que a la pràctica en japonès rarament s'utilitza: per respecte i com a mesura de cortesia, els japonesos prefereixen dir “l'Emperador” o “ el príncep coronari ". Després de la mort o la retirada d'un emperador, se li canvia de nou segons l'era del seu regnat. A l'Índia, els primers sis emperadors mogols eren coneguts amb un sol nom, adoptat per cada emperador després de la seva adhesió.
Els papes catòlics romans han adoptat tradicionalment un sol nom regnal a la seva elecció (excepte Joan Pau I i II). La tradició monònima es va tornar a formar amb l'elecció i la successió del papa Benet XVI el 2005 i del papa Francesc el 2013.

### Àsia
En temps moderns, als països que ja formen part de l'àmbit cultural de l'Àsia oriental (Japó, Corea, Vietnam i la Xina), els monònims són rars. Una excepció és de l'emperador del Japó (una opinió comuna és que no hi ha cap estat per donar el nom de família (苗字) a l'emperador).
Els monònims són comuns com a noms escènics a la indústria de l'entreteniment, normalment quan no es coneix públicament el nom legal de l'intèrpret; per exemple, Ayaka, Becky, Gackt, hide, Hyde, Mana, Kamijo, Miyavi, Tsunku i Yui. A més, l'estrella de beisbol japonès Ichiro Suzuki és àmpliament coneguda al Japó i Amèrica del Nord com "Ichiro". A Hong Kong, alguns músics també són coneguts per monònims, per exemple, Janice, Jin i Justin Lo (que utilitza el monònim xinès, "側田"). A Corea, cantants com BoA, Rain, Zelo, Shoo i Psy són coneguts pels seus monònims.
Els monònims continuen sent utilitzats a algunes parts de l'Índia, especialment al sud. Mayawati, exministre en cap d'Uttar Pradesh, opta per utilitzar només un nom. També són monònimes diverses personalitats del cinema indi, com Asin, Biswajit, Dharmendra, Govinda, Kajol, Pran, Rajnikanth, Rekha i Tabu. Govindjee, professor emèrit de Bioquímica, Biofísica i Biologia Vegetal de la Universitat d'Illinois d'Urbana-Champaign, indi-americana i autoritat sobre fotosíntesi, publica les seves investigacions amb el seu nom singular. A l'estat de Mizoram, al nord-est de l'Índia, la majoria de persones tenen un sol nom, la majoria de tres síl·labes (per exemple, Lalthansanga, Thangrikhuma, Zorinmawia). Tothom també té un nom tribal o clan heretat del seu pare, però no ho inclouen en el seu nom oficial.
Els noms únics també es donen al Tibet i a Mongòlia. La majoria dels afganesos no tenen cognom.
A Tailàndia, la gent sol abordar-se en situacions informals amb sobrenoms (tailandès ชึ่อเล่น). Dades de pares o familiars a la primera infància, aquests sobrenoms són típicament d'una síl·laba (o desgranats de dues síl·labes a una). Sovint poden ser paraules absurdes o humorístiques, i normalment no tenen cap relació amb el nom real de la persona, tot i que en alguns casos poden ser formes diminutives del seu primer nom, com "Nok" per "Noknoi" que significa respectivament ocell i ocellet, el primer s'utilitza com a sobrenom i el segon, i el nom.
Els monònims són habituals a Myanmar. U Thant, diplomàtic de Myanmar, va ser el tercer secretari general de les Nacions Unides (1961–71). "U" és un honorífic al birmà, aproximadament igual a "Mr." " Thant " era el seu únic nom, per convenció local. A Myanmar, era conegut com a Pantanaw U Thant, en referència a la seva ciutat natal, Pantanaw .
Al món àrab del Pròxim Orient, el poeta sirià Ali Ahmad Said Esber (nascut el 1930) als 17 anys va adoptar el pseudònim monònim, Adonis, de vegades també escrit "Adunis". Contendent perpèrit del premi Nobel de literatura, ha estat descrit com el poeta viu més gran del món àrab.

### L'oest
A Occident, el mononimisme, així com el seu ús per part dels reials conjuntament amb títols, ha estat un privilegi principal de persones famoses com ara escriptors, artistes, animadors, músics i esportistes destacats.
Algunes persones, com ara els artistes Vincent i Christo, l'escultor Chryssa i el cantautor Basia, han tingut noms polinímics poc freqüents, poc coneguts i difícils de recordar o de pronunciar a la comunitat en la qual actualment estaven actius, però no han volgut canviar completament el seu nom per quelcom més familiar per al gran públic a costa d'abandonar el seu sentit d'auto-identificació i, per tant, només han utilitzat una sola part dels noms complets.
El cas del músic islandès Björk és similar, però l'ús d'un sol nom també té arrels en la seva cultura natal. Com la majoria dels islandesos, no té nom de família; la segona part del seu nom complet és patronímica. En el seu cas, Björk Guðmundsdóttir es tradueix literalment a "Björk, la filla de Guðmundur". Els islandesos generalment s'adrecen els uns als altres només per noms donats fins i tot en contextos formals.
Alguns noms artístics monònims són els noms de pila (per exemple, Cheryl, Shakira, Zendaya, Elvis, Raimon (modificat), Usher, Selena, Cher (anomenada Cherylinn Sarkisian fins que es va canviar el nom legalment), Madonna, Beyoncé), mentre que altres són el nom del mig (per exemple, Raphael (modificat), Thalía, Rihanna, Drake), o el cognom (per exemple, Teller, Liberace, Mantovani, Morrissey). S'inventen alguns monònims d'escenari (com Eminem, P! Nk, Lorde), es van adoptar paraules (com Capucine, mot francès per "Tropaeolum", Agoney o Chenoa, nom sioux per "coloma blanca") o sobrenoms (per exemple, Sting, Bono, Fergie).
Una escriptora francesa, Sidonie-Gabrielle Colette (autora de Gigi, 1945), va utilitzar el seu cognom real com el seu nom de ploma monònim, Colette. Alguns actors i cantants francesos han utilitzat el seu nom o cognom com a monònim escènic.
L'autor britànic Hector Hugh Munro, es va fer conegut amb el seu nom de ploma, Saki. A la Polònia del segle xx, el dramaturg, novel·lista, pintor, fotògraf i filòsof teatral de l'absurd Stanisław Ignacy Witkiewicz després del 1925 va utilitzar sovint el pseudònim monònim Witkacy, una combinació del seu cognom (Witkiewicz) i el nom del mig (Ignacy).
L' artista rus Erté va formar el seu pseudònim monònim a partir de les inicials del seu nom real, com van fer els escriptors de còmics belgues Hergé, Achdé, Jijé i Jidéhem.; altres pseudònims monònims són Morris i Peyo. A Catalunya van començar-se a signar les historietes de còmic abans que a d'altres països (com per exemple Anglaterra) i els autors sovint signaven pel primer cognom (com Opisso, Urda, Blanco, Coll, Conti, Escobar, Vázquez, Peñarroya, que en ser cognoms habituals no funcionen com monònims fora del contexte del còmic), o més rarament per un altre cognom (Carrillo (pel cognom de l'àvia paterna)), una combinació dels dos cognoms (Tísner o Artís-Gener), pel nom (Edmond), per un diminutiu (com Jan o Raf) o amb les inicials (FP o Efepé o Esegé).
En països lusòfons com Portugal, Cap Verd i sobretot Brasil, els jugadors de futbol solen adoptar un monònim, que pot ser el seu nom de pila (com Eusébio, Ronaldo, Neymar, Marta), una forma diminutiva d'aquest (com Ronaldinho), un sobrenom (com Pelé, Garrincha o Nani) o rarament un cognom (com Zagallo). A Espanya també són molt habituals els monònims per a jugadors de futbol; inclouen el nom del jugador (Xavi, Sergi, Raúl), derivacions del cognom del jugador (Coro, Guti) o el cognom sencer (Alexanko, Bakero), derivacions del nom del jugador (Juanfran, Kiko), diminutius (Juanito, Mista) i sobrenoms (Michel, Arteaga, Arzu). Com que un gran nombre d'espanyols tenen els mateixos cognoms (García, Pérez, López, Hernández), l'ús de monònims diferents al cognom facilita la distinció entre els molts Garcías i Pérez de cada equip. De vegades es fan servir monònims per part d'altres jugadors d'altres països, com ara el veneçolà Miku, l'Ivorià Gervinho i el prebi nord-americà, nascut serbi. Es poden veure monònims en altres esports d'aquests països, amb exemples com els jugadors de bàsquet brasiler Hortência i Nenê.
Al Brasil, l'expresident Luiz Inácio Lula da Silva és conegut com a "Lula", sobrenom que va afegir oficialment al seu nom complet. Aquests monònims, que tenen el seu origen en noms, cognoms o sobrenoms, s'utilitzen perquè els noms portuguesos són més aviat llargs.
L'escriptor nord-americà de no ficció i ficció, Rodney William Whitaker (1931–2005), és més conegut per algunes de les novel·les que va escriure amb el nom de ploma monònim, Trevanian. El fotògraf de retrat armeni-canadenc Yousuf Karsh era comunament conegut com a "Karsh d'Ottawa ".
El còmic i il·lusionista Teller, la meitat silenciosa del duo Penn & Teller, va canviar legalment el seu polínim original, Raymond Joseph Teller, pel monònim "Teller" i posseeix un passaport dels Estats Units emès amb aquest mateix nom.
El lluitador professional Warrior (nascut James Hellwig) va canviar el seu nom legalment pel monònim "Warrior" per intentar augmentar la seva posició en una disputa sobre marques comercials amb la seva patronal, la World Wrestling Entertainment (WWE). Els seus fills ara fan servir el nom de Guerrer (en contraposició a Hellwig) com a cognom. Chyna ho va fer també quan la WWE va intentar restringir l'ús del nom en els títols pornogràfics; el conflicte la va canviar pel seu nom de naixement, Joan Laurer, abans de morir.
Alguns han seleccionat ells mateixos el seu monònim, quan han pogut fer-ho, per la seva distinció. D'altres han conegut per un monònim que se'ls ha aplicat per alguns segments del públic. A Oprah Winfrey, famosa presentadora nord-americana, se la coneix només el seu nom, Oprah. El públic s'ha referit al president George W. Bush pel monònim "Dubya" (forma incorrecta de deletrajar "W"), per distingir-lo del seu pare, el president George (HW) Bush.
- Multatuli
- Nadar
- Liliuokalani
- Saki
- Colette
- Azorín
- Witkacy
- Sukarno
- Hergé
- Cantinflas
- Bourvil
- Adonis
- Quino
- Elvis
- Pelé
- Lula
- Sting
- Prince
- Madonna
- Bono
- Björk
- Noa
- Shakira
- Beyoncé
- Rihanna
- Adele
- Rosalía
- Agoney